# Etika
Etika (grško: starogrško ἠθική) je filozofski nauk o nravnosti, o dobrem in zlu. 
Razumemo jo lahko kot filozofsko disciplino, ki raziskuje temeljne kriterije moralnega vrednotenja, pa tudi splošno utemeljitev in izvor morale, je skupek moralnih principov. Po nekaterih filozofih pa je etika filozofska disciplina, ki se ukvarja s tematiko človeškega hotenja in ravnanja z vidika dobrega in zlega, moralnega in nemoralnega.
Glavne veje etike so : filozofija morale ali moralna teorija, uporabna etika ali normativna etika in metaetika.

## Etimologija
Ime izhaja iz grške besede ἦθος, ēthos, ki pomeni nrav, značaj, način življenja. Aristotel pa v II. knjigi Nikomahove etike  pravi, da etične vrline (ἠθικῆς ἀρετῆς) izvirajo iz ἔθος -a (éthosa) - ta zelo podobna beseda pomeni »navada«, »šega«, »običaj«  - ter da lahko njihovo ime izvajamo tudi iz te besede. Poleg Aristotela so se z  etiko v sredozemskem prostoru ukvarjali še filozofi, Sokrat (469 - 339 pr.n.št.), Epikur (341 - 270 pr.n.št.). Do obdobja renesanse se je z etiko ukvarjala predvsem religija, z nastopom renesanse pa etično misel razvijajo znani filozofi; Locke (1632 - 1704), Comte (1798 - 1857), Rousseau (1714 -1778), Kant (1724 - 1804), Hegel (1770 - 1831) in še več drugih. Tolmačenje etike se občutno razlikuje s pripadnostjo filozofski smeri h kateri pripadajo. Izkušnja in pozitivna dediščina etične misli se je oblikovala skozi vsa razdobja človekovega razvoja. Še posebej v antičnih časih je pomembno opredeliti razlikovanje med grškimi razmišljanji o etiki, predvsem idealistom Platonom, in strogim, kasneje razvitim, rimskim civilnim pravom. 

## Etika kot filozofska panoga
Etika je lahko razumljena kot splošno teoretično in racionalno utemeljevanje moralnosti. Je filozofska panoga, ki se ne ukvarja toliko s posamičnimi normami in življenjskimi navodili, temveč je filozofsko razmišljanje o sami moralnosti, o tem, kaj je človek, da je tako neogibno moralno bitje, in čemu naj bo zavezan pri svojih moralnih presojah in odločitvah. V ožjem smislu je etika torej filozofsko razpravljanje o pojavu moralnosti ter o njegovih temeljih in smislih. Središčna vprašanja etike so: kaj je dobro, kaj moram narediti, kakšen človek naj bom in kakšen ne smem biti? Kakšne vrline moram imeti da sem dober? Dati odgovore na ta vprašanje zajema samo polovico dela etikov. Druga polovica je težja. Obrazložiti, opravičiti svoje odgovore na ta vsakodnevna pomembna vprašanja.  Potemtakem izraz označuje tisto bolj izvirno človekovo moralno zavest, da ni vseeno, kako živimo in delamo. To je najsplošnejša zavest, da dolžnosti in obveznosti so.
Kot uporabna filozofska veda poskuša etika najti odgovore na vprašanja, kako naj človek kot moralno bitje z zavedanjem o ‘prav’ in ‘narobe’, o ‘dobrem’ in ‘zlu’ deluje v družbi, v odnosu do soljudi, okolja, v katerem biva, in predvsem v odnosu do samega sebe. Pravna znanost tudi z razumevanjem jezika, splošnosti, kazenskega prava in oblikovanja primernih državnih ustanov želi uporabiti dognanja etike pri državni zakonodaji in teoriji prava. Ker je pravo kot sistem pravil vedno predmet zlorab, je tudi vsakokratna etika polna izjem in dodatkov, konfliktnih polj. Večina teh polj je vredna temeljitega preučevanja, a le redko spoštljivosti. 
Dognanja etike pomembno vplivata tako na sestavo državnih ureditev, pravne znanosti, pomena psiholoških eksprimentov in naravo samega vedenja oblastne figure. Pomen teh dognanj je najbolj vidno začutiti na začetku zgodnjih staroveških zakonikov, ko so kazni praviloma izrazito stroge in negibne, vladar s skorajda božjimi lastnostmi pa lahko pokaže milost ali okrutnost po svoji avtonomni volji. Ker je etika pričela z božjo interpretacijo dogodkov ali celo z božjimi pravili, je pravosodje kot sodna oblast pa tudi etika kot filozofska panoga trhla, neugodna in politično nestabilna tematika. 
Za etiko državnih uradnikov je pomemben tudi zgodnji kitajski filozof Konfucij. Vojaška etika postaja prav tako pomemben del višjega sloja prebivalstva, ki želi ob mednarodnih sporih spopade omiliti ali se jim izogniti. Tu izstopa Sun Zu in Mijamoto Musaši.
Etika je z močno teoretično podlago medicine in naravoslovnih znanosti vstopila tudi na področje bio-etike, kjer novoustvarjena tehnologija omogoča poenostavljanje dilem v zvezi z upravljanjem z genetiko, življenjem, smrtjo. Spori na tem področju, ki so nekje prestopili celo v politiko, so zaznamovali odnos med etiko, religijo in znanostjo, delno zaradi nedoraslosti razpravljalcev. 

## Fromm o temeljih etike
Etika je v grško-židovsko-krščanski tradiciji neločljiva od razuma. Etično vedenje temelji na sposobnosti, da človek postavlja vrednostne sodbe na osnovi razuma; to pomeni odločanje med dobrim in zlim ter delovanje v skladu z odločnostjo. Nadalje, ugotavlja Fromm, temelji etika - ne glede na to, ali je to etika monoteistične religije ali posvetnega humanizma - na načelu, da nobena institucija ali stvar ni višja od katerega koli človeka-posameznika; da je cilj življenja razvijati človekovo ljubezen in razum in da se mora vsaka druga človeška dejavnost podrediti temu cilju. Erich Fromm je bil filozof, socialni psiholog in pisatelj številnih ameriških znanstvenih del. Pri svojih delih je upošteval marksistične filozofe in zlasti tisti stavek iz komunističnega manifesta, ki pravi;
>>Svoboden razvoj vsakega posameznika, je pogoj svobodnega razvoja za vse<<.
Ugotovil je tudi da sta morala in etika spremenljivi, tako kot vse kar je človeško. Z oblikovanjem zavesti je človek postal odgovoren za svoja dejanja. Človek odgovarja za posledice svojih dejanj najprej samemu sebi. Zato ker je človek tudi socialno bitje odgovarja tudi družbi. 
Presoja usmerjanja družbe in svoboda posameznika pri odločanju o svoji usodi ne moreta biti pod vprašanjem. Fromm trdno postavi definicijo zdrave družbe kot mnoštvo posameznikov, ki se lahko orientirajo in najdejo svojo vlogo ne glede na dogodke posameznikovega življenja. Usmerjanje k boljšim in priporočljivim izzovom je tako družbena prva prioriteta družbe posamezniku. Posameznika, ki izbere cilje onkraj družbenih meja, pa družba ne sme oškodovati, kolikor on ne oškoduje družbo kot tako. 

## Etika in oblast
Etika se z ustavnim gibanjem 19.stoletja vedno bolj vriva tudi v ustavne določbe. Zagotavljanje varovanja pravic in svoboščin, vzajemno spoštovanje pravic in dolžnosti, celo pojav prohibicije alkohola v ZDA, so bili predvsem pojavi družbenih gibanj usmerjenih v daljnoročno bolj trdno družbo in manj ovir pri napredovanju znotraj družbe. Pretirano določen vnos moralnih predpisov v državno ureditev lahko pripelje do fanatizma ali do škodljivih interpretacij.
Človekove pravice kot omejevanje pravic posamezniku s strani države je pomemben pravni vir razumevanja države na posameznikovo življenje. Razpad družbenih vezi  in državnih ustanov, cena socialnega miru pa je tudi pomemben del razumevanja na čem družba temelji. Novinarstvo kot interpretacija vsakdanjih dogodkov in njihovo poročanje je pomemben vir etike bralca. Prav tako so pomembna stališča ožje družbe in osebne izkušnje. 
Alfred Adler trdi, da posameznikov občutek manjvrednosti sili posameznika, da vzame moč nad svojim življenjem in življenjem ostalih ljudi. Posameznik se celi, sklepa kompromise in želja po oblasti se preoblikuje v željo po ohranitvi oblasti ali željo po prenosu te oblasti, kakršno je osvojil. Družbeno povzpetništvo je subjektiven dosežek, ki ga nenehno omejuje le etika in psihološka trdnost. Presoja pravične ureditve je namreč objektivni podvig analiziranja podatkov.